# Oscar Arpi
Oscar Adalrik Arpi, född 8 februari 1824 i Börstils socken, Stockholms län, död 25 september 1890 i Uppsala
, var en svensk musiklärare, dirigent och tonsättare. 

## Biografi
Arpi blev student vid Uppsala universitet 1842 och filosofie magister 1854. Han var sånglärare vid Uppsala katedralskola 1855–1877 och adjunkt vid samma skola från 1858. Arpi ledde Uppsala studentkårs allmänna sångförening (Allmänna Sången) 1852–1872. Han anses ha varit mycket skicklig och ledde kören vid många av dess historiska framträdanden, däribland tre konserter till förmån för i kriget sårade danskar 1864 i Stockholm, studentmötena i Uppsala, Köpenhamn och Kristiania, samt anordnade den bekanta sångarfärden till Paris 1867, då Uppsalas studentkör erövrade förstapriset (Prix d'Exellence) vid den stora tävlingen mellan flera nationers sångföreningar.
Arpi var också dirigent för Orphei Drängar från grundandet 1853 till 1854, då Jacob Axel Josephson kom tillbaka till Sverige efter en studievistelse i Tyskland.
Från 1868 var Arpi ledamot av Musikaliska Akademien. 
Arpi, som var ogift, var avlägset släkt med Gunnar Arpi, och är begravd på Uppsala gamla kyrkogård.
En gata i Uppsala, Oscar Arpis väg i Gottsunda, bär sedan 1975 hans namn.

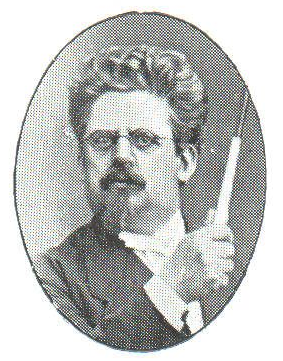
Oscar Arpi med taktpinnen
Foto av OD:s "äldsta kvartett", som bestod av  Jonas Widén, Erik Gustaf Schram, Carl Rupert Nyblom, Oscar Arpi och Johan Gottfrid Wibelius.[7]